# Robert Brennan
Robert John Brennan (ur. 7 czerwca 1962 w Nowym Jorku) – amerykański duchowny katolicki, biskup Brooklynu od 2021.

## Życiorys
Święcenia kapłańskie otrzymał w dniu 27 maja 1989 i został inkardynowany do diecezji Rockville Centre. Po kilkuletnim stażu wikariuszowskim pracował jako sekretarz biskupi. Od roku 2002 był wikariuszem generalnym diecezji.
8 czerwca 2012 mianowany biskupem pomocniczym Rockville Centre ze stolicą tytularną Erdonia. Sakry udzielił mu bp William Francis Murphy.
31 stycznia 2019 papież Franciszek mianował go biskupem Columbus.
29 września 2021 został mianowany biskupem ordynariuszem diecezji Brooklyn.